# Hausen über Aar
Hausen über Aar (häufig vorkommende historische Schreibweise Hausen ü/Aar) ist ein Ortsteil der Gemeinde Aarbergen im hessischen Rheingau-Taunus-Kreis und liegt im Aartal.

## Geschichte
Hausen (historisch Orhusen in der Bedeutung von Oberhausen) wurde im Jahr 879 erstmals urkundlich erwähnt. Der Namensteil Ober- bezieht sich dabei auf die frühere Existenz der im 17. Jahrhundert aufgelassenen Wüstung Niederhausen, die sich auf der Westseite des Tals zwischen Hausen und Rückershausen befand.

### Der Zusatz „über Aar“
Hausen liegt nicht über, sondern an der Aar. Der Zusatz über Aar bedeutet daher so viel wie auf der anderen Seite der Aar gelegen. Denn der alte Ortskern des Dorfes befindet sich östlich der Aar. Der Zusatz bezieht sich wahrscheinlich auf den Blickwinkel von der früheren Niedergrafschaft Katzenelnbogen aus. Die Grafen von Katzenelnbogen bzw. ihre Nachfolger, die Landgrafen von Hessen, verfügten u. U. über abgabepflichtige Personen in Hausen, obwohl das Dorf nie selbst zum Territorium der Grafschaft gehörte. Der Zusatz dient bis heute zur Unterscheidung der Siedlung von anderen Dörfern mit dem Namen Hausen in der Region und speziell im Altkreis Untertaunus. Denn Hausen ist der häufigste Ortsname in Deutschland (vgl. Hausen vor der Höhe und Hausen über Balduinstein).

### Hessische Gebietsreform
Im Zuge der Gebietsreform in Hessen fusionierten die bis dahin eigenständigen Gemeinden Daisbach, Hausen über Aar, Kettenbach, Michelbach, Panrod und Rückershausen am 31. Dezember 1970 freiwillig zur neuen Gemeinde Aarbergen. Für jeden Ortsteil wurde durch die Hauptsatzung ein Ortsbezirk mit Ortsbeirat und Ortsvorsteher nach der Hessischen Gemeindeordnung eingerichtet.

### Historische Flurnamen
Die Gemarkung Hausen verfügt über einen äußerst reichen Schatz aus über 400 Flurnamen, die auch Wege- und Gewässernamen umfassen und vom Ursprung her vom Hochmittelalter bis ins 20. Jahrhundert zurückreichen. Sie geben beispielsweise Aufschluss über frühere Wirtschaftszweige in Hausen, wie den Weinbau, der dort bis ins 17. Jahrhundert betrieben wurde.

### Siedlungsentwicklung
Hausen erstreckt sich mindestens seit dem 17. Jahrhundert beiderseitig der Aar. Der alte Ortskern von Hausen befindet sich jedoch östlich davon im Bereich der heutigen Straße Zum Wingert (früher Langgasse). Eine erste Erweiterung erfolgte im 19. Jahrhundert entlang der heutigen Aarstraße (früher Leergasse) und im frühen 20. Jahrhundert im Mühlholz. In den 1950- und 1960er Jahren erfuhr das Dorf eine großflächige Erweiterung mit den Neubaugebieten „Schaltenbach“ (Siedlungserweiterung überwiegend für Heimatvertriebene aus Ungarn) und „Sonnenhang“. Später folgten Erweiterungen am Struthweg und Am Steinkopf (1970er bis 1990er Jahre), am Mühlweg (2000er Jahre), zuletzt Im Feldchen (2010er und 2020er Jahre).

## Geomorphologie
Die Gemarkung Hausen erstreckt sich beiderseits des mittleren Aartals. Der alte Ortskern befindet sich auf den Schwemmfächern der kleinen Bäche Bettenbach (von Westen) und Wingertsbach (von Osten). Neuere Teile des Dorfs erstrecken sich auf den mäßig steilen und teils deutlich terrassierten Hängen des Aartals, die fast flächendeckend von Periglaziale Lagen, örtlich auch von primärem Löss und jungholozänen Kolluvien bedeckt werden. An mehreren Stellen sind die Deckschichten von mehreren Meter tiefen, jungen Erosionsschluchten-Systemen zerschnitten. Den geologischen Untergrund bilden überwiegend unterdevonische Tonschiefer und im Südwesten der Gemarkung Quarzite und quarzitische Sandsteine. Nach oben hin weitet sich das Tal in Form von Verebnungsflächen. Darauf finden sich stellenweise marine Kiesvorkommen aus dem Oligozän, sogenannte Vallendar-Gerölle, die im Bereich des heutigen Grillplatzes in der „Kieskaut“ sowie auf der anderen Talseite in der „Kettenbacher Struth“ abgebaut wurden. Oberhalb und unterhalb des Dorfs bildet die Aar eine breite Talaue. Sie wird durch eine pleistozäne mächtige, kiesige Talfüllung gebildet, die von mehrere Meter dicken Auelehmdecken überlagert wird. Ihre Bildung begann bereits in vorgeschichtlicher Zeit.

## Klima
Das mittlere Aartal verfügt über ein niederschlagsarmes, mäßig warmes submontanes Mittelgebirgsklima im Lee von Westerwald, Eifel und Hunsrück mit mäßig kalten, schneearmen Wintern und mäßig warmen Sommern.

## Politik
Ortsvorsteher ist Harald Thorn (CDU). Im Ortsbeirat sitzen Vertreter von CDU, SPD und von der Bürgerliste Aarbergen.

## Religion

### Christentum
Die Region im Bereich der früheren Grafschaft Nassau-Idstein ist traditionell evangelisch geprägt. Hausen verfügt jedoch über keine eigene Kirche, sondern gehört zum Kirchspiel Kettenbach, was die seit Jahrhunderten bestehende Verbundenheit und familiäre Verknüpfung zwischen beiden Dörfern begründet. Seit 1806 besteht in Hausen ein eigener Gemeindefriedhof in der Flur „Im obersten Feldchen“. Davor wurden Verstorbene an der Kettenbacher Kirche bestattet.
Seit dem Zweiten Weltkrieg leben auch verstärkt Katholiken in Hausen, die aus Ungarn, Schlesien und dem Sudetenland als Heimatvertriebene und später aus Italien als Gastarbeiter auf der Michelbacher Hütte nach Hausen kamen. Die von ihnen neu errichtete katholische Kirche St. Bonifatius befindet sich im Nachbardorf Michelbach.

### Judentum
Mindestens seit der Frühe Neuzeit waren in Hausen mehrere jüdische Familien ansässig. Die dazugehörige Synagoge nebst jüdischer Kultusgemeinde befand sich seit 1760 in Kettenbach und der jüdische Friedhof seit 1803 in Burgschwalbach. In den 1930er Jahren lebten noch drei jüdische Familien in Hausen, die man nach der Machtergreifung der Nationalsozialisten systematisch ausgeschlossen und schikaniert hatte. Nachweislich mindestens zwölf jüdische Einwohner aus Hausen wurden in den Vernichtungslagern der Nationalsozialisten ermordet, in Auschwitz, Buchenwald, Majdanek, Sobibor, Theresienstadt und Treblinka. Darunter befanden sich auch drei Kinder im Alter von acht und zwölf Jahren, die nachweislich in Treblinka und Auschwitz, wahrscheinlich in den dortigen Gaskammern, den Tod fanden. Der Verbleib eines weiteren, damals etwa vierzehnjährigen Mädchens ist trotz umfangreicher Recherchen bis heute ungeklärt. Nur vier Personen überlebten. Ihnen gelang bereits in den 1930er Jahren die Flucht nach Palästina (später Israel), Uruguay und in die USA. Seit Juli 2024 existiert für die Ermordeten vor dem Friedhof in Hausen eine Gedenktafel, die von einer Privatperson gestiftet worden ist.

### Islam
Spätestens seit 1970er Jahren ist Hausen auch der Heimatort von Muslimen mit familiären Wurzeln in mehreren Ländern. Sie kamen zunächst aus der Türkei und fanden Arbeit auf der Michelbacher Hütte.

## Kultur und Sehenswürdigkeiten

### Vereine
Hausen verfügte einst über ein aktives Vereinsleben, das sich insbesondere seit den 2010er Jahren stark dezimierte. Die verbliebenen Vereine sind in einem Vereinsring organisiert. Die Jugend organisierte sich bis zum Jahr 2010 in der Kerbegesellschaft, was auf eine mindestens über 100-jährige Tradition zurückzuführen war. Dörfliche Veranstaltungen finden zumeist in der Turnhalle, einer Mehrzweckhalle mit Saal und Ausschankbereich, statt. Darüber hinaus existiert ein Jugendraum in der Alten Schule.
- Schützenverein „Thalschütz 1957“ (mit eigenem Schützenhaus; seit 2007 mit elektronischem Luftdruckwaffenschießstand an der Turnhalle)
- Freiwillige Feuerwehr (gegründet 1935)
- Turnverein (gegründet 1912)

### Frühere Vereine
- Männergesangverein „Union“ 1875 (von 1875 bis ca. 2015; zeitweise mit Kinderchor „Häuser Singvögel“ und Theatergruppe „Die Mühlhölzer“)[20]
- CantAare Femina (moderner Frauenchor mit zeitweise über 70 Sängerinnen und regionaler Bekanntheit; von den 1990er bis in die 2010er Jahre)
- Frauensingkreis (bis ca. 1990)
- DRK-Ortsverein
- Schützenverein Kyffhäuserbund (vor dem Ersten Weltkrieg)

### Regelmäßige Veranstaltungen
- Lindenfest der Feuerwehr (1. Mai; am gemeinsamen Feuerwehrhaus Rückershausen-Hausen; früher in der Dorfmitte an der Linde)
- Fahr zur Aar (jeweils im Mai)
- Osterfeuer der Feuerwehr (unregelmäßig am Samstag vor Ostern)
- Weinfeste des Schützenvereins und der Feuerwehr (ein- bis zweimal jährlich im Sommer)
- Sonnwendfeuer der Jagdgenossenschaft und des „Bauwagens“ (auf der Höhe über dem Dorf am „Schnellen Berg“)
- Jedermannsschießen des Schützenvereins (3. Oktober)
- Häuser Weihnachtsmarkt (meist am 4. Advent an der Turnhalle; früher im Ortskern an der Linde)

### Ehemalige Veranstaltungen
- Häuser Kerb (Fest mit Tanzversteigerung, Festabend, Frühschoppen und traditionellem Kerbebaumstellen, immer am Wochenende vor dem Rückershäuser Markt, der am letzten Dienstag im Oktober stattfindet). Bis in die 1970er Jahre fand die Kerb parallel zum Rückershäuser Markt statt. Das Fest ist mindestens seit dem ausgehenden 19. Jahrhundert belegt und fand bis ungefähr 2014 in der Turnhalle, früher in den Gaststätten Schönborn und Thomä, statt. Zur Ausrichtung der Kerb formierte sich die Dorfjugend in der Häuser Kerbegesellschaft.[21]
- Schoppefest (zeitweise anstelle der Kerb Ende der 2010er Jahre)
- Maskenball von CantAare Femina im alten Saalbau (2000er Jahre; nicht regelmäßig)
- Bis zu drei Maskenbälle pro Jahr, ausgerichtet durch unterschiedliche Ortsvereine in der Turnhalle und früher in den Gasthäusern (bis in die 1990er Jahre)
- Bis zu drei Kindermaskenbälle pro Jahr, ausgerichtet durch unterschiedliche Ortsvereine
- Familienabend des Vereinsrings, teilweise als Närrischer Familienabend zur Fastnachtszeit (Frühjahr; Turnhalle)
- Ostereierschießen des Schützenvereins (Karfreitag)
- Theaterwochenenden der Theatergruppe „Die Mühlhölzer“ (im Advent)
- Brückenfeste an „Thomä’s Brücke“
- Sänger- und Sommerfeste des Männergesangvereins (Turnhalle)
- Mühlholzfest (Straßenfest, 1980er Jahre)
- Sommerfeste auf dem Schulhof (1950-er und -60er Jahre)

### Öffentliche Gebäude und Orte
- Turnhalle (Mehrzweckhalle mit Schankraum und Schützenhaus)
- Alte Schule (zeitweise mit Jugendraum, Sitzungs- und Wahlraum, Übungsraum des Männergesangsvereins und DRK-Station). Seit November 2023 läutet in der alten Schule täglich vormittags um 11 Uhr und am Vorabend um 18 Uhr die historische Schulglocke.[22] An der alten Schule befindet sich eine Schautafel zur Geschichte der Schule in Hausen.
- Friedhof (seit ca. 1850, erweitert 1949-1952) mit Ehrenmal von 1926 und Trauerhalle (Nachkriegszeit)
- Grillplatz der Freiwilligen Feuerwehr mit Hütte und seit 2022 überdachtem Grill „in der Kieskaut“ (frühere Kiesgrube)

### Frühere öffentliche Gebäude
- Spritzenhaus der Feuerwehr im Ortskern an der Linde (verkauft um 2020)
- Frühere Schule (Zum Wingert 10)

### Baudenkmäler und Gedenkstätten
- Historische Aar-Brücke aus Bruchsteinen mit gusseisernem Geländer von 1863 (durch Sanierung stark verändert in den 2000er Jahren)
- Historisches Ehrenmal von 1926 für die Gefallenen beider Weltkriege (1955 mit einer zweiteiligen Tafel erweitert)[23][24][25]

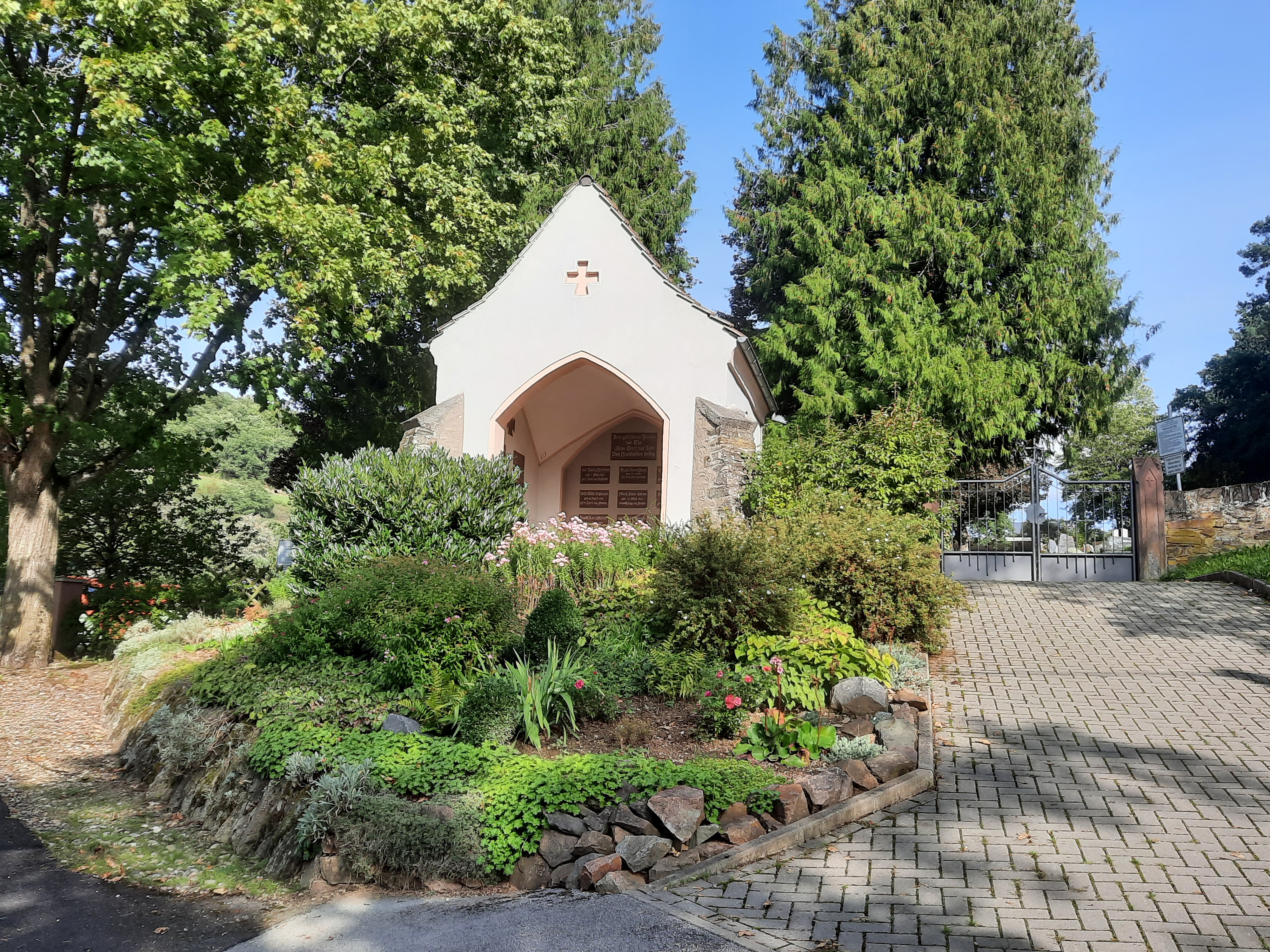
Das Ehrenmal von 1926 in Hausen über Aar

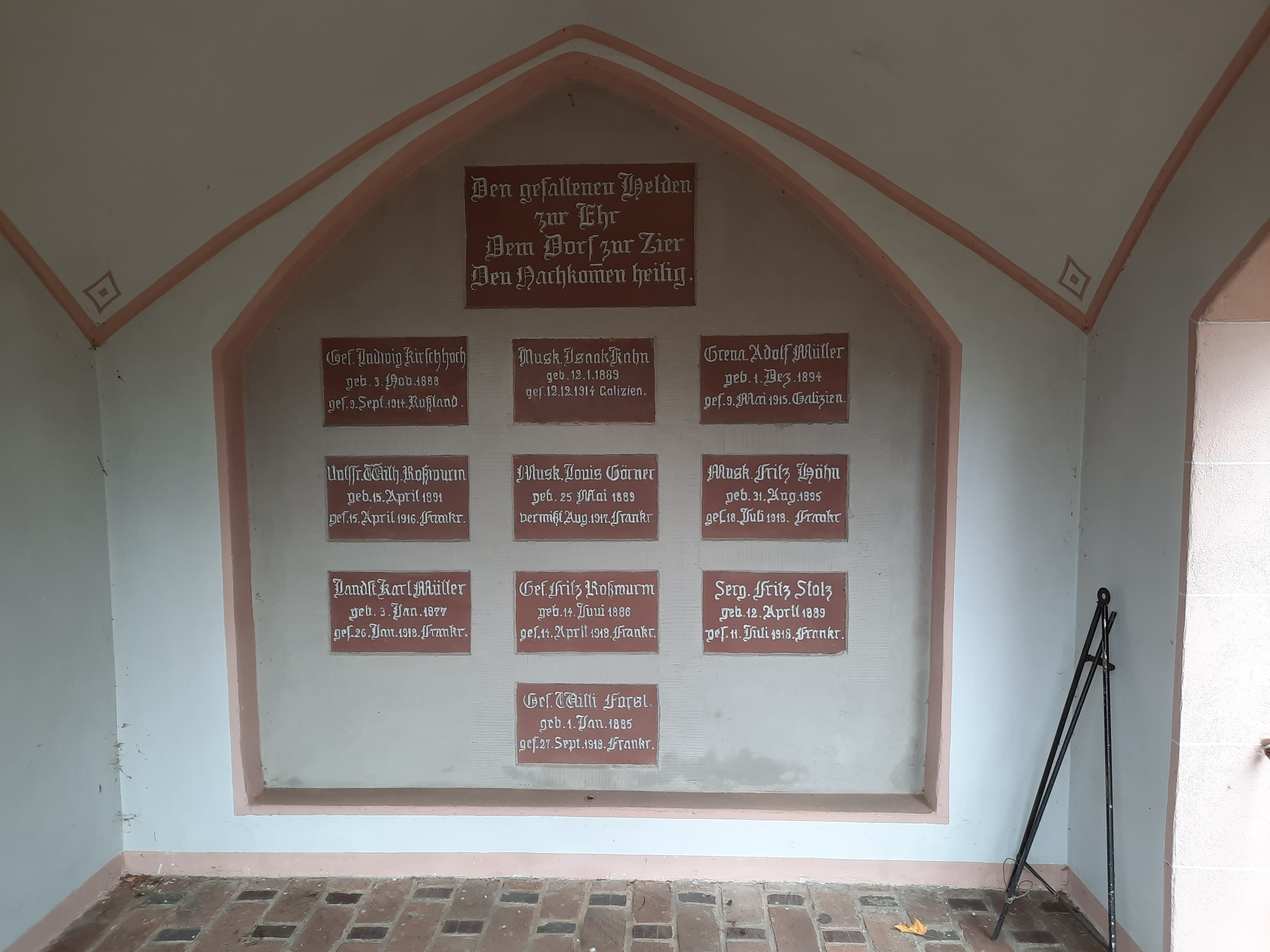
Gedenktafeln für die Gefallenen aus dem Ersten Weltkrieg

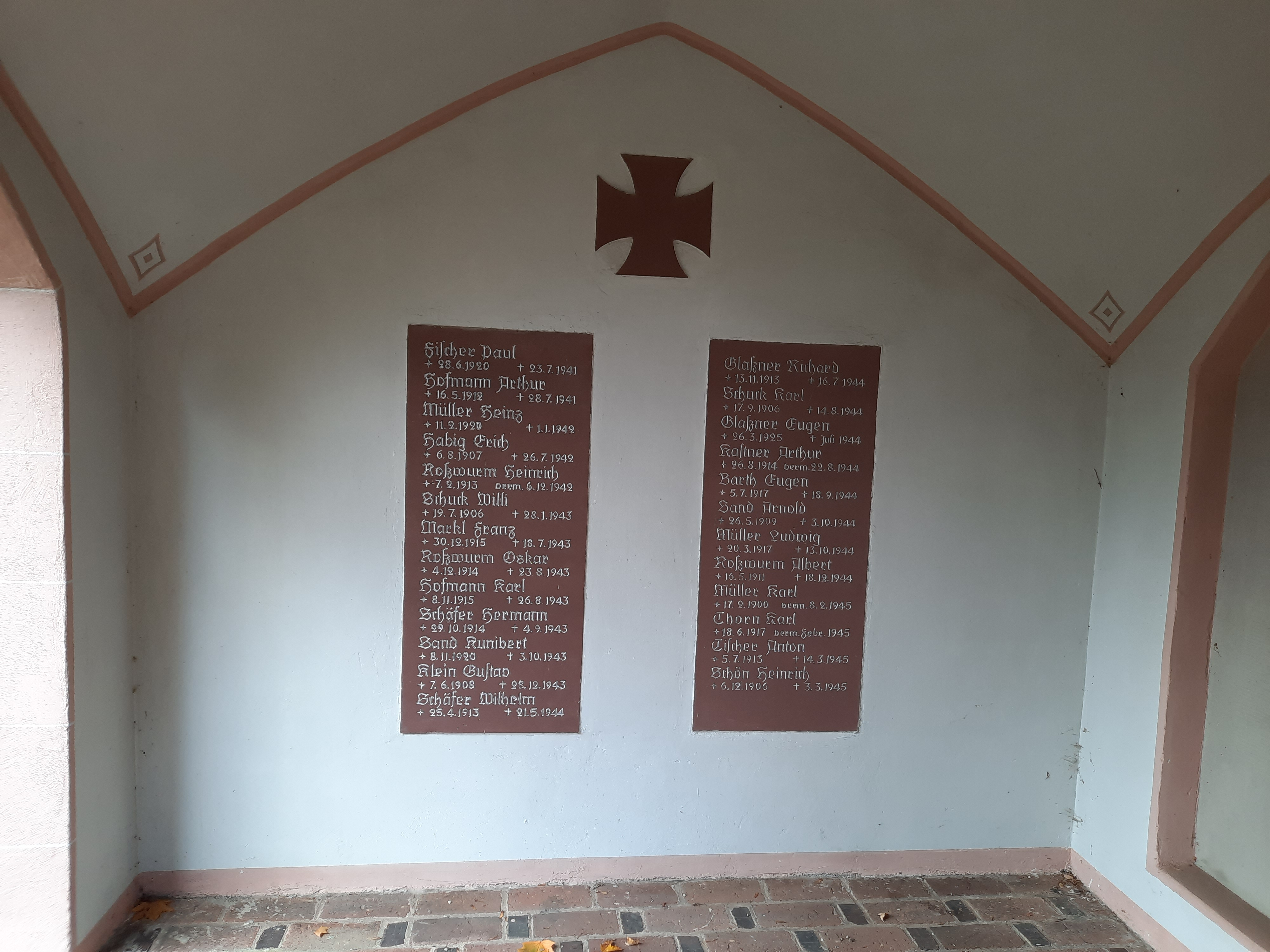
Gedenktafeln für die Gefallenen aus dem Zweiten Weltkrieg

- Gedenktafel für die während des Nationalsozialismus ermordeten Juden aus Hausen neben der Bank vor dem Friedhof (gestiftet von einer Privatperson im Juli 2024)[26]

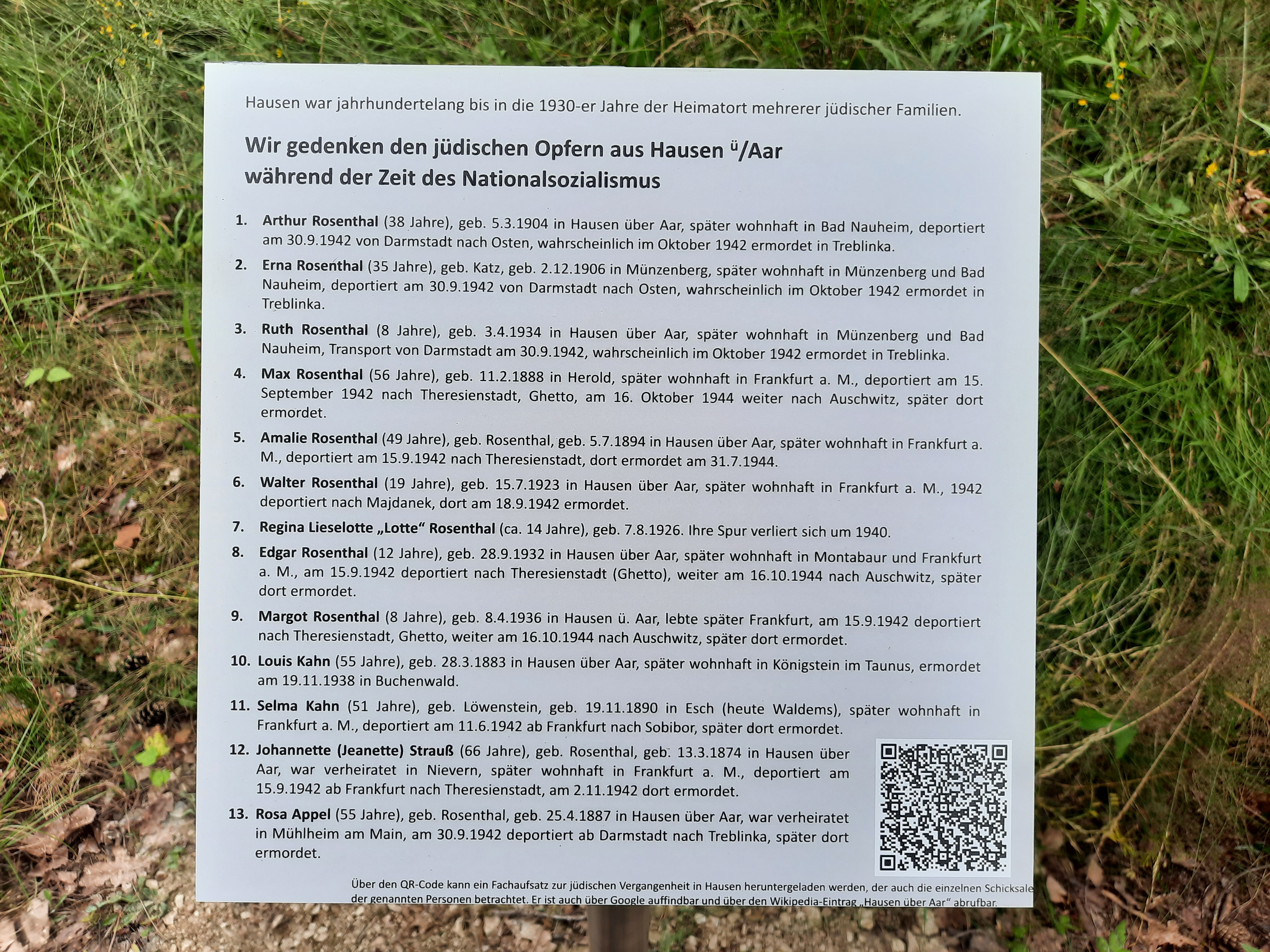
Gedenktafel für die ermordeten Juden aus Hausen über Aar, 2024 gestiftet von einer Privatperson

- Historisches Doppelhaus von 1681 (Zum Wingert 18/20)[27]
- Historische Hofreite aus dem 19. Jahrhundert (Zum Wingert 15)
- Die denkmalgeschützte Aartalbahn[28]

### Natur- und Bodendenkmäler
- Alte Dorflinde (gepflanzt 1909, gefällt um 1995), danach Neupflanzung
- Hausen verfügt über einen hohen Waldanteil. In den Wäldern befinden sich zahlreiche Kulturrelikte und geomorphologische Besonderheiten, wie das jungholozäne Schluchtensystem Steimelsgraben mit dazugehörigem Schwemmfächer[29][30] auf der Westseite des Tals und mehrere, anhand von Feldrainen erkennbare Wüstungsfluren. In der Waldabteilung Struth auf der Ostseite wurde ein Rain in die vorrömische Eisenzeit datiert.[31] Dazu kommen besonders im Südwesten der Gemarkung Relikte der Köhlerei und des historischen Bergbaus auf Eisen und Schiefer.

## Dörfliche Infrastruktur

### Schule
Die erste Schule in Hausen befand sich bis ins frühe 20. Jahrhundert im Gebäude Zum Wingert 10 und später (bis 1970) in der heutigen Alten Schule (Im Mühlholz 5). Seitdem besuchen die Kinder aus Hausen die Grundschule in Kettenbach und weiterführende Schulen in Michelbach, Taunusstein, Limburg an der Lahn, Hahnstätten und Bad Schwalbach.

### Kindergarten
In den 1930er Jahren befand sich in Hausen ein Kindergarten (Zum Wingert 4).

### Gasthäuser
- Gasthaus und Hotelbetrieb Orhusen mit Hillibilly’s Fastfood Trailer (ehemals Gasthaus Heinrich Thomä, Gasthaus „Zum Taunus“, „Rose“, „Zum Spitzbub“, „Zum Holzfäller“, „Becker‘s Rose“) (Aarstraße 14)[33]

### Frühere Gasthäuser
- Gasthaus zur Linde (früher Gasthaus Schönborn, Gasthaus zur Eisenbahn). Das wahrscheinlich älteste Gasthaus in Hausen war mindestens 130 Jahre lang nahezu durchgängig Gasthaus und schloss 2022 (Zum Wingert 4). Über der Gaststube befand sich ein Saalbau, in dem regelmäßige Tanzveranstaltungen stattfanden.
- Gasthaus „Zum Spitzbub“ (kurzzeitig in der Aarstr. 18)
- Gasthaus Rau (Morscher Balken), bis ca. 1981 (Aarstraße 2)

### Einzelhandel und Dienstleister
Bis in die 1980er und 1990er Jahre hinein verfügte Hausen über drei Lebensmittelgeschäfte (Hofmann, Schön und Roßwurm), einen Getränkehändler (Schäfer), ein Geschäft für Bekleidung und Schreibwaren (Gerhardt), einen Friseursalon, eine Agentur der Nassauischen Sparkasse und eine Filiale der Deutschen Post. Heute ist kein einziger Einzelhandelsbetrieb mehr übriggeblieben. Die nächsten Supermärkte befinden sich jedoch nur einen Kilometer entfernt in Michelbach und Kettenbach.

## Verkehr

### Eisenbahn
Durch Hausen über Aar verläuft die 1871 eröffnete und aktuell mit Draisinen befahrene, denkmalgeschützte Aartalbahn. Die nächsten Bahnhöfe befinden sich in Limburg (mit ICE-Anschluss in Limburg Süd), Diez, Wörsdorf und Wiesbaden.

### Busverkehr
Es bestehen nahezu durchgängig stündlich und bis in die späten Abendstunden direkte Regionalbusverbindungen nach Wiesbaden, Taunusstein-Hahn, Diez und Limburg an der Lahn sowie Umsteigeverbindungen nach Bad Schwalbach, Sankt Goarshausen, Idstein und zum ICE-Bahnhof Limburg-Süd.

### Straßenverkehr
Durch Hausen verläuft die Bundesstraße 54. Die nächste Autobahnanschlussstelle ist in Bad Camberg A3.

## Trivia
Der gebräuchliche Ortsneckname für die Bürger aus Hausen ist Häuser Schnooge (Häuser Schnaken; ein Begriff, der möglicherweise mit dem den Bewohnern nachgesagten Temperament zu tun hat).